# Маја Шаренац
Маја Шаренац (Београд, 16. јул 1973) српска је филмска, телевизијска, позоришна и гласовна глумица. Најпознатија је по улози Јасмине Бунош у српској хумористичкој ТВ серији Комшије.

## Биографија
Маја Шаренац је рођена 16. јула 1973. године у Београду. Дипломирала је глуму на Факултету драмских уметности на Цетињу у класи професора Боре Стјепановића. Стални је члан ансамбла „Градско позориште Подгорица” од 1999. године. Такође је и чланица „Црногорског народног позоришта” и „НВО театра младих”.
Године 2012. је била номинована „Златном антеном за најбољу глумицу у главној улози” на „2. Федис фестивалу”, за улогу Силване у српској телевизијској серији Певај, брате!. Следеће године је на  на „3. Федис фестивалу” за исту улогу освојила „Повељу за запажену женску улогу у домаћој серији”.  На „7. Федис фестивалу” 2017. године је освојила „Повељу за запажену улогу” за улогу Јасмине Бунош у серији Комшије.
Позајмила је глас Виви у српској синхронизацији анимеа Принцезе, коју је студио Лаудворкс синхронизовао 2013. године. Исте године, позајмила је глас докторки Цвети у Дизнијевом филму Живот буба, који је такође синхронизовао студио Лаудворкс. Удата је и има ћерку.

## Филмографија
| Год.       | Назив             | Улога                     |
| ---------- | ----------------- | ------------------------- |
| 2009.      | Код адвоката      |                           |
| 2011−2013. | Певај, брате!     | Силвана                   |
| 2014.      | Једнаки           |                           |
| 2015−2018. | Комшије           | Јасмина Бунош             |
| 2016.      | Андрија и Анђелка | Ела                       |
| 2017.      | Мамини синови     | Банкарска службеница 1    |
| 2019.      | Дохвати небо      |                           |
| 2019.      | Шифра Деспот      | Маријина тетка            |
| 2019.      | Слатке муке       | спремачица                |
| 2019.      | Група             |                           |
| 2020.      | Убице мог оца     | Достана                   |
| 2021.      | Дара из Јасеновца | жена којој узимају сина 2 |
| 2021.      | Калкански кругови | Смиљана                   |
| 2021.      | Феликс            | грофица Удовички          |

## Улоге у позоришту

### Градско позориште Подгорица
- Новела од љубави (Грацијела)
- Црвенкапа (Црвенкапа)
- Спашавај се своје жене (Барбара)
- Заувијек твој (Анка)
- Карактери (Секретарица)
- Лажљивци (Баба Гарсон)
- Предигра у позоришту (Глумица)
- Остатку напредак (Адвокатица)
- Петар Пан (Мама)
- Том Сојер и ђавоља посла (Еми Мекблабр)
- Капетан црна брада, какао и чоколада (Кони)
- Вилењак (Ласта)
- Јулија и Ромео (Јулија)
- Више од терапије (Пруденс)
- Лукреција илити Ждеро (Есмералда)
- Седам дана (Наташа)
- Хормони (Бабица)
- Модро благо (Другарица Госпођица)
- Пепељугино масло
- Козоцид (Деса)

### НВО театар младих
- Чорба од канаринца (Јеца)
- Крипс (Лола)
- Мракуша (Олга)

### Црногорско народно позориште
- Конте Зановић (Крчмарица)
- Удадба

## Улоге у синхронизацијама
| Година | Наслов             | Лик                        |
| ------ | ------------------ | -------------------------- |
| 2013.  | Живот буба         | Докторка Цвета             |
| 2013.  | Принцезе           | Виви                       |
| 2014.  | Супершпијунке (С5) | Госпођа Луис, остале улоге |